# David Carmona Sierra
David Carmona Sierra (Palma del Río, provincia de Córdoba, 11 de enero de 1997) es un futbolista español que juega como defensa. Actualmente milita en el Sevilla FC de la Primera División de España.                         

## Carrera futbolística
Su padre, de igual nombre, también fue en su juventud futbolista y estuvo durante muchos años en La Masía del F. C. Barcelona. 
Sus inicios fueron en la Escuela Municipal de Palma del Río donde estuvo una temporada y media para después pasar al Atlético Palma del Río. Solo unos meses después de empezar la temporada fue fichado por el Salvador Allende de Córdoba donde con tan solo diez años fue seleccionado por el Sevilla F. C. Formado en la cantera del conjunto hispalense, jugó en el juvenil hasta llegar al Sevilla Atlético, donde debutó en 2014 en un partido frente al Cádiz C. F., su futuro equipo. En la temporada 2015-16 consiguió ascender a la Segunda División de España.
El 14 de mayo de 2016 debutó en Primera División en un partido frente al Athletic Club, donde perdieron por 3-1. También jugó de titular en el partido de ida de los dieciseisavos de la Copa del Rey contra la S. D. Formentera. Al encontrarse inscrito en la Liga Europa de la UEFA 2015-16 con el primer equipo consiguió alzarse con el título a pesar de no haber jugado ningún partido de la competición. El 25 de junio de 2018 se desvinculó del Sevilla.
El 29 de junio de 2018 el Cádiz C. F. hizo oficial su fichaje, siendo cedido en julio de 2019 al Racing de Santander.
Temporada 2020-21 fichó por el Betis Deportivo Balompié, filial del Real Betis Balompié, tras rescindir su contrato con el Cádiz C. F. En esta temporada, participó 16 encuentros, 15 de ellos desde el inicio, para un total de 1154 minutos de juego. Vio dos amarillas y anotó un tanto. Fue uno de los artífice de la consecución de una plaza en Primera RFEF para los de Heliópolis, en esta campaña tuvo un rol de pieza importante para su escuadra.
En la temporada 2021-22 fichó por el Asteras Trípoli Football Club, como agente Libre. Tras finalizar su contrato con el  Betis Deportivo Balompié. En esta temporada pone rumbo a Grecia para disfrutar de su primera experiencia internacional. En la cual consigue dejar su huella desde los primeros partidos. Donde participa en 30 encuentros, 26 de ellos participando desde el inicio, con un total de 2.294 minutos de juego. Y aportando 4 asistencias de Gol y anotando un tanto. Ante el Olympiacos. En la misma temporada. Ha sido nombrado hasta en tres ocasiones como MVP del Partido.
Esta última temporada 2022-23 ha jugado en su club actual el Asteras Trípoli Football Club, un total de 24 partidos, de los cuales 22 participó como titular indiscutible. Acumulando un total de 2.015 minutos de Juego. Aportando 1 Asistencia de Gol ante el AEK Atenas. Esta temporada ha demostrado una de sus grandes cualidades, la polivalencia en el campo jugando en dos ocasiones en posiciones no habituales para él, una como defensa central donde realizó una excelente labor, y otra como interior derecho, posición no habitual, pero siempre que tiene ocasión destaca por su gran aporte al juego ofensivo.

## Selección nacional
Ha sido convocado en varias ocasiones por la selección española, participando en los entrenamientos de la sub-16 y sub-17 y llegando a competir con la sub-19 y sub-21.

## Clubes
| Club                          | País   | Periodo   | Partidos (goles) |
| ----------------------------- | ------ | --------- | ---------------- |
| Sevilla Atlético              | España | 2014-2018 | 145 (1)          |
| Sevilla F. C.                 | España | 2016      | 2 (0)            |
| Cádiz C. F.                   | España | 2018-2020 | 10 (0)           |
| Racing de Santander (cedido)  | España | 2019-2020 | 23 (0)           |
| Betis Deportivo Balompié      | España | 2020-2021 | 16 (1)           |
| Asteras Trípoli Football Club | Grecia | 2021-2022 | 30 (1)           |
| Asteras Trípoli Football Club | Grecia | 2022-2023 | 24 (0)           |

## Palmarés

### Títulos internacionales
| Título                 | Club          | Sede  | Año     |
| ---------------------- | ------------- | ----- | ------- |
| Liga Europa de la UEFA | Sevilla F. C. | Suiza | 2015-16 |